# Beslet
Beslet (bulgariska: Беслет) är ett berg i Bulgarien.   Det ligger i regionen Blagoevgrad, i den sydvästra delen av landet, 110 kilometer söder om huvudstaden Sofia. Toppen på Beslet är 1 941 meter över havet.
Terrängen runt Beslet är huvudsakligen lite kuperad. Runt Beslet är det ganska glesbefolkat, med 39 invånare per kvadratkilometer.. Närmaste större samhälle är Sărnitsa, 15,1 kilometer öster om Beslet.
I omgivningarna runt Beslet växer i huvudsak barrskog.